# Шувалов Дмитро Олегович
Дмитро́ Оле́гович Шувалов (нар. 26 травня 1985, Київ, СРСР) — український футзаліст, гравець у пляжний футбол і тренер.

## Біографія
Почав займатися футзалом в 1999 р. Вихованець київського футзального клубу «Кий». Першим тренером був Леонід Йосипович Матьков. Чемпіон України серед юнацьких команд. Дворазовий найкращий гравець України серед юнаків. Дебютував у Вищій Лізі України з футзалу в 16 років у складі команди Київ-НПУ. У складі збірної України U-21 став бронзовим призером 1-го експериментального Чемпіонату Європи у м. Санкт-Петербург (Росія) у 2004 році. В першому колі сезону 2005/2006 грав за команду Метрополітен (Київ). В кінці 2006-го Дмитро став чемпіоном столичної Бізнес-Ліги у складі команди «МегаМакс» (Київ) та був визнаний найкращим захисником турніру. У 2007 році перейшов в донецький Шахтар, у складі якого в сезоні 2007–2008 рр. став Чемпіоном України і отримав звання Майстра Спорту. Також у 2008 р. Дмитро виграв Суперкубок і став фіналістом Кубка України. У сезоні 2008–2009 рр. — учасник розіграшу Кубка УЄФА, в якому йому вдалося відзначитися один раз. У сезоні 2008–2009 — завоював срібло чемпіонату України. Однак закріпитися в основі «гірників» Дмитрові не вдалося і 1 червня 2009 року він отримав статус вільного агента. Після цього в серпні 2009-го року він відправився в Азербайджан, де приєднався до столичного «Нефтчі» з яким і став володарем Кубка Азербайджану у фіналі обігравши «Араз». А в чемпіонаті було здобуто лише «срібло». Повернувшись на батьківщину в 2010 р., Дмитро виступає в футзальному клубі «Хіт» (Київ), який бере участь у турнірі «Бізнес Ліга» та у Другій лізі чемпіонату України — «Умбро Ліга». Також у складі столичного клубу «Гріффін» Дмитро в 2012 р. став срібним призером Чемпіонату України з пляжного футболу і завоював звання кандидата в Майстри Спорту. Наразі є кандидатами у Національну Збірну України з пляжного футболу. Також Дмитро займається тренерською діяльністю. ФК «Гріффін», ФК «Крайтек» і ФК «Люксофт» виступають під його керівництвом.
2 грудня 2017 року в Києві відбувся прощальний матч на честь Шувалова, де діючий склад «ХІТа» зустрічалася зі збірною футзалістів, які виступали за цей клуб до того. 
13 червня 2018 року був призначений головним тренером київського «ХІТа».
13 грудня 2019 року після двох поспіль поразок у чемпіонаті був звільнений.

## Досягнення
- Чемпіон України з футзалу: 2007/2008
- Володар Суперкубка України з футзалу 2008 р.
- Фіналіст Кубка України: 2014/15
- Срібний призер чемпіонату України з футзалу: 2008/2009
- Срібний призер чемпіонату Азербайджану з футзалу: 2009/2010
- Володар Кубка Азербайджану з футзалу: 2009/2010
- Срібний призер Чемпіонату України з пляжного футболу 2012 р.

## Особисті досягнення
- Найкращий гравець Чемпіонату України з футзалу серед юнаків (2): 2001/2002, 2002/2003
- Найкращий гравець з пляжного футболу на міжнародному турнірі «Кубок Чорного Моря» 2012 р.
- Найкращий захисник Чемпіонату Києва з пляжного футболу 2012 р.